# Provincia Sondrio
Sondrio este o provincie în regiunea Lombardia în Italia.